# 클릭비

클릭비(Click-B)는 대한민국의 7인조 보이밴드이다.

## 활동
- 1999년 8월 7일, 젝스키스, 핑클 이은 DSP 미디어에서 록과 댄스를 조합한 보컬과 댄스가 어우러진 7인조 밴드로 데뷔하였다.
- 2002년 이후 유호석, 노민혁, 하현곤이 탈퇴하고 밴드 그룹에서 4인조 댄스 그룹으로 변신하여 활동하다가 2005년 4월 11일 그룹의 멤버 김상혁이 음주운전으로 인해 구속되는 사건이 일어났다. 결국 이 사건으로 클릭비는 사실상 해체되었고, 이후 각자 개인활동을 하였다.
- 마침내 2011년 1월에 숙명아트센터 씨어터S에서 오종혁, Ashgray, 하현곤 팩토리의 조인트 콘서트가 열렸다. 여기에 김상혁, 우연석이 게스트로 참가하였다.
- 그 해 4월에 오종혁이 해병대를 입대하기 직전, 클릭비 멤버들은 9년만에 다시 뭉쳐 '말처럼 되지가'를 발표하였다. 김태형은 당시 소속된 마스크 엔터테인먼트의 반대와 연기자 준비로 녹음에는 참여하지 않았다.
- 2011년 4월 16일에 열린 클릭비 팬미팅은 2002년 이후 9년만의 7명 완전체가 참여하였다.[1]
- 2015년 마침내 13년만에 7인조로 완전체 컴백하였다.[2]
- 2015년 10월 12일 오전 9시 9분에 1차 티져가 공개됐다. 2015년 10월 14일 오전 9시 9분에 2차 티져가 공개되면서 모든 멤버 티져가 공개되었다. 2015년 10월 21일 정오에 앨범이 공개되었다. 타이틀곡은  Reborn 이다.
- 2015년 11월 20일 서울 코엑스 오디토리움에서 콘서트를 개최했다. 2015년 12월 19일 대구 경북대학교 대강당에서 콘서트를 개최했으며, 12월 26일과 12월 27일에는 부산 문화회관 중극장에서 콘서트를 개최했다.
- 2016년 7월 24일에는 데뷔 17주년 기념 팬미팅을 했다.
- 2017년 11월 28일부터 웹예능 《클릭비의 월차》에 강후, 김상혁, 노민혁, 우연석 이 출연했다.

## 구성원
| 이름   | 소개 |
| ------ | --- |
| 김태형 | - 이름 : 김태형 (金泰亨) - 생년월일 : 1981년 3월 19일(44세) - 출생지 : 대한민국 서울특별시 - 학력 : 경희사이버대학교 글로벌경영학과 (학사) - 포지션 : 리드보컬, 건반 (1집만) - 활동기간 : 1999년 8월 7일 ~                |
| 우연석 | - 이름 : 우연석 (禹然晳) - 생년월일 : 1980년 5월 13일(45세) - 출생지 : 대한민국 서울특별시 - 학력 : 경희사이버대학교 글로벌경영학과 (중퇴) - 포지션 : 서브보컬, 메인래퍼, 건반 (2집만) - 활동기간 : 1999년 8월 7일 ~      |
| 오종혁 | - 이름 : 오종혁 (吳鐘赫) - 생년월일 : 1983년 2월 16일(42세) - 출생지 : 대한민국 서울특별시 - 학력 : 경희사이버대학교 글로벌경영학과 (중퇴) - 포지션 : 메인보컬, 베이스 (1집만) - 활동기간 : 1999년 8월 7일 ~              |
| 김상혁 | - 이름 : 김상혁 (金相赫) - 생년월일 : 1983년 5월 7일(42세) - 출생지 : 대한민국 서울특별시 - 학력 : 경희사이버대학교 글로벌경영학과 (중퇴) - 포지션 : 서브보컬, 베이스 (2집부터 3.5집까지만) - 활동기간 : 1999년 8월 7일 ~ |
| 하현곤 | - 이름 : 하현곤 (河賢坤) - 생년월일 : 1983년 11월 28일(41세) - 출생지 : 대한민국 부산광역시 - 학력 : 경기대학교 전자디지털음악학과 (학사) - 포지션 : 드러머 - 활동기간 : 1999년 8월 7일 ~                                 |
| 유호석 | - 이름 : 유호석 (劉昊奭) - 생년월일 : 1983년 12월 8일(41세) - 출생지 : 대한민국 경기도 남양주시 - 학력 : 뉴스쿨대학교 재즈학과 - 포지션 : 서브보컬 - 활동기간 : 1999년 8월 7일 ~                                          |
| 노민혁 | - 이름 : 노민혁 (盧敏赫) - 생년월일 : 1983년 12월 24일(41세) - 출생지 : 대한민국 부산광역시 - 학력 : 경기대학교 전자디지털음악학과 (학사) - 포지션 : 메인기타 - 활동기간 : 1999년 8월 7일 ~                               |

## 앨범
- 1집 Click-B 1st (1999년 8월)
  - 수록곡
    1. One
    2. 행운 (Good Luck)
    3. Dreamming
    4. 잊혀진 사랑
    5. 지금까지만
    6. 배려
    7. Promise
    8. You
    9. 마지막 선물
    10. 마치 영화처럼
    11. Good Bye
    12. 마지막 선물

- 2집 Challenge (2000년 6월 14일)
  - 수록곡
    1. 환영문
    2. Exit (For Your Way)
    3. Love Letter
    4. 질주
    5. 영원
    6. Say Me
    7. Stocker
    8. Alone
    9. Challenger
    10. 고쿠하쿠
    11. Start
    12. Girl

- 3집 Click-B 3 (2001년 4월 3일)
  - 수록곡
    1. 이유없는 반항
    2. 백전무패 (百戰無敗)
    3. 하늘아
    4. Click Rock'n Roll
    5. Shout
    6. 아주 오래된 연인들
    7. 이별앞에서
    8. 소요유(逍遙遊)
    9. 그리움...
    10. 사랑의 슬픔
    11. 하늘아
    12. Click Rock'n Roll

- 3.5집 너에게(2001년 11월 20일)
  - 수록곡
    1. 너에게...(편지)
    2. To Be Continued
    3. Hope
    4. 다시 내게 온 겨울
    5. 다가기 전에
    6. Give Your Love
    7. DAGAWA
    8. Break It
    9. 바램
    10. Love Hacker
    11. Hidden Card

- 4집 Cowboy (2003년 2월 6일)
  - 수록곡
    1. Cowboy
    2. Betting
    3. Still
    4. 그대밖엔
    5. (루(淚)) To Be Continued Part 2
    6. 고작 약간의 한숨과 약간의 눈물뿐..
    7. AM 10:05
    8. 연인처럼
    9. Last.. And..
    10. For Our Memories [In Your Mind]
    11. 9807
    12. 7-3=7 (With Nizi And ...)

- The Best Of Click-B (2004년 1월 15일)
  - 수록곡
    1. 스캔들
    2. 보랏빛향기
    3. Never Say
    4. 단한번만...
    5. Break It
    6. 환영문(歡迎文)
    7. Cowboy
    8. Love Letter
    9. 백전무패(百戰無敗)
    10. 하늘아
    11. Exit (For Your Way)
    12. Stocker
    13. Dreaming
    14. 행운
    15. 그대밖엔
    16. 고쿠하쿠
    17. 소요유(逍遼遊)
    18. To Be Continued
    19. 그리움
    20. 영원(永遠)
    21. 이별앞에서
    22. Good Bye

- Click-B Remake Album 'Smile' (2006년 6월 26일)
  - 수록곡
    1. Show
    2. 외사랑
    3. 언젠가는
    4. 이별공식
    5. 오늘 같은 밤이면
    6. 내가 널 닮아갈 때
    7. 그대와 영원히
    8. 미소 속에 비친 그대
    9. 사랑하기에
    10. 그때는 왜
    11. 기도해요 처음으로
    12. 행복하지 말아요
    13. Show (MR)
    14. 외사랑 (MR)
    15. 언젠가는 (MR)
    16. 내가 널 닮아갈 때 (MR)

- To Be Continued (2011년 4월 13일)
  - 수록곡
    1. 말처럼 되지가
    2. Always
    3. 말처럼 되지가 (Inst.)
    4. Always (Inst.)

- 빈 자리 (2011년 9월 9일)
  - 수록곡
    1. 빈 자리
    2. 빈자리 (Inst.)

- Click-B 1st Single Album `REBORN` (2015년 10월 21일)
  - 수록곡
    1. Reborn
    2. 보고싶어

## 음반 외 활동

### 팬미팅
| 날짜            | 도시 | 국가     | 장소                    |
| --------------- | ---- | -------- | ----------------------- |
| 2011년 4월 16일 | 서울 | 대한민국 | 관수동 둘로스 소극장    |
| 2016년 7월 24일 | 서울 | 대한민국 | 강동구민회관 3층 대강당 |

### 영화
- 2002년 《긴급조치 19호》 - 본인 역 (멤버 전원)
- 2004년 《내 사랑 싸가지》 - 꽃미남 역 (김상혁)
- 2005년 《태풍태양》 - 폼생폼사 가이 깡맨 역 (김상혁)
- 2016년 《무수단》 - 유철환 중사 역 (오종혁)
- 2017년 《원스텝》 - 신우혁 밴드 드럼 역 (하현곤)
- 2017년 《치즈인더트랩》 - 오영곤 역 (오종혁)

### 방송
| 방송사                     | 제목                                   | 출연자                      | 역할      | 기간                                | 참고                     |
| -------------------------- | -------------------------------------- | --------------------------- | --------- | ----------------------------------- | ------------------------ |
| KBS1                       | 《체험 삶의 현장》 - 포장이사 백전무패 | 클릭비                      | 참가자    | 2001년 4월 29일                     |                          |
| MBC every1                 | 《지금은 꽃미남 시대》                 | 오종혁 유호석               | 게스트    | 2009년 5월 19일                     |                          |
| MBC                        | 《라디오스타》                         | 오종혁                      | 게스트    | 2013년 4월 3일                      |                          |
| SBS                        | 《정글의 법칙 in 캐리비언》            | 오종혁                      | 출연자    | 2013년 7월 26일 ~ 2013년 9월 27일   |                          |
| SBS                        | 《정글의 법칙 in 미크로네시아》        | 오종혁                      | 출연자    | 2013년 12월 20일 ~ 2014년 2월 21일  | 미크로네시아             |
| SBS                        | 《정글의 법칙 in 브라질》              | 오종혁                      | 출연자    | 2014년 5월 9일 ~ 2014년 7월 4일     | 브라질                   |
| MBC                        | 《라디오스타》                         | 오종혁                      | 게스트    | 2014년 7월 23일                     |                          |
| Mnet                       | 《너의 목소리가 보여 시즌 1》          | 김상혁                      | 패널      | 2015년 2월 26일 ~ 2015년 5월 14일   | 고정출연                 |
| SBS                        | 《심폐소생송》                         | 클릭비                      | 초대가수  | 2015년 9월 26일                     | 추석 특집                |
| SBS                        | 《한밤의 TV연예》                      | 클릭비                      | 출연자    | 2015년 10월 21일                    | 인터뷰                   |
| MBC                        | 《라디오스타》                         | 김상혁                      | 게스트    | 2015년 11월 18일                    |                          |
| K-STAR                     | 《식신로드》                           | 김태형 우연석 김상혁 노민혁 | 게스트    | 2015년 11월 21일                    |                          |
| Mnet                       | 《너의 목소리가 보여 시즌 2》          | 김상혁                      | 패널      | 2015년 10월 22일 ~ 2016년 1월 21일  | 고정출연                 |
| MBC                        | 《복면가왕》                           | 오종혁                      | 참가자    | 2015년 11월 29일                    | 고독한 사나이 레옹       |
| MBC                        | 《복면가왕》                           | 오종혁                      | 참가자    | 2015년 12월 6일                     | 고독한 사나이 레옹       |
| On Style                   | 《더 바디쇼 2》                        | 김상혁 하현곤               | 게스트    | 2015년 12월 17일                    |                          |
| JTBC                       | 《헌집줄게 새집다오》                  | 김상혁                      | 게스트    | 2015년 12월 17일                    |                          |
| Mnet                       | 《너의 목소리가 보여 시즌 3》          | 김상혁                      | 패널      | 2016년 6월 30일 ~ 2016년 9월 15일   | 고정 출연                |
| KBS2                       | 《해피투게더 시즌 3》                  | 김상혁                      | 게스트    | 2016년 9월 1일                      |                          |
| XTM                        | 《REBOUND》                            | 노민혁                      | 참가자    | 2016년 10월 29일 ~ 2016년 12월 31일 |                          |
| JTBC                       | 《잘 먹겠습니다》                      | 김상혁                      | 게스트    | 2016년 10월 29일                    |                          |
| Mnet                       | 《너의 목소리가 보여 시즌 4》          | 김상혁                      | 패널      | 2017년 3월 2일 ~ 2017년 6월 29일    | 고정 출연                |
| MBC Every 1                | 《비디오스타》                         | 김상혁                      | 게스트    | 2017년 9월 5일                      |                          |
| 페이스북 유튜브 인스타그램 | 《클릭비의 월차》                      | 김상혁 노민혁 우연석 강후   | 고정출연  | 2017년 11월 28일                    | 웹예능                   |
| MBC                        | 《미스터리 음악쇼 복면가왕》           | 유호석                      | 참가자    | 2018년 1월 7일                      | 널 뛰어넘겠어 널뛰기맨   |
| Mnet                       | 《너의 목소리가 보여 시즌 5》          | 김상혁                      | 고정 패널 | 2018년 1월 26일 ~ 2018년 4월 20일   |                          |
| Mnet                       | 《너의 목소리가 보여 시즌 5》          | 유호석                      | 패널      | 2018년 3월 30일                     |                          |
| MBC                        | 《미스터리 음악쇼 복면가왕》           | 강후                        | 참가자    | 2018년 8월 5일 / 8월 12일           | 우리골목 인기스타 소독차 |
| MBC every1                 | 《비디오스타》                         | 클릭비                      | 게스트    | 2019년 5월 19일                     |                          |

### 라디오 DJ
- SBS 파워FM 《클릭비의 영스트리트》(2001년 10월 22일 ~ 2003년 10월 12일)

### 화보
- 2015년 THE STAR 11월호
- 2015년 그라치아 12월호

### 광고
- 2002년 스마트 교복

### 홍보대사
- 2015년 대한민국 사회공헌 대상 홍보대사

## 콘서트

### 단독 콘서트
| 날짜                    | 도시 | 국가     | 장소                 |
| ----------------------- | ---- | -------- | -------------------- |
| CLICK-B CONCERT '7-3=7' |      |          |                      |
| 2015년 11월 20일        | 서울 | 대한민국 | 코엑스 오디토리움    |
| 2015년 12월 19일        | 대구 | 대한민국 | 경북대학교 대강장    |
| 2015년 12월 26일        | 부산 | 대한민국 | 부산 문화회관 중극장 |
| 2015년 12월 27일        | 부산 | 대한민국 | 부산 문화회관 중극장 |

### 공연
| 날짜                          | 도시 | 국가     | 장소                                       |
| ----------------------------- | ---- | -------- | ------------------------------------------ |
| 2000년 드림 콘서트            |      |          |                                            |
| 2000년 5월 20일               | 서울 | 대한민국 | 서울 올림픽 주경기장                       |
| 2001년 드림 콘서트            |      |          |                                            |
| 2001년 5월 19일               | 서울 | 대한민국 | 서울 올림픽 주경기장                       |
| 2002년 드림 콘서트            |      |          |                                            |
| 2002년 4월 20일               | 서울 | 대한민국 | 서울 올림픽 주경기장                       |
| 2003년 드림 콘서트            |      |          |                                            |
| 2003년 5월 17일               | 서울 | 대한민국 | 서울 올림픽 주경기장                       |
| DOG ISLAND FESTIVAL X-CONCERT |      |          |                                            |
| 2015년 12월 25일              | 서울 | 대한민국 | 쉐라톤 그랜드 워커힐 호텔 워커힐 시어터 홀 |

### 합동 공연
| 날짜             | 도시 | 국가     | 장소           |
| ---------------- | ---- | -------- | -------------- |
| DSP 페스티벌     |      |          |                |
| 2013년 12월 14일 | 서울 | 대한민국 | 잠실실내체육관 |

## 수상 내역
| 연도   | 수상 내역                                                                                     |
| ------ | --------------------------------------------------------------------------------------------- |
| 2000년 | - 서울가요대상 인기상 - Mnet JAPAN VIEWERS CHOICE 부문 수상 - Mnet 뮤직비디오 페스티벌 인기상 |
| 2001년 | - SBS 가요대전 인기상 - 서울가요대상 인기상 - KMTV 가요대전 본상                              |
| 2003년 | - 코리안 뮤직 어워드 올해의 가수상                                                            |

### 가요 프로그램 1위
| 연도            | 수상 내역 (총 2회)                                     |
| --------------- | ------------------------------------------------------ |
| 2001년 (총 1회) | - 백전무패 (총 1회) - 6월 17일 SBS 《인기가요》 1위    |
| 2003년 (총 1회) | - Cowboy (총 1회) - 3월 16일 SBS 《인기가요》 뮤티즌송 |